# 戈罗霍沃市镇
戈罗霍沃市镇（俄语：Гороховское муниципальное образование）是俄罗斯联邦伊尔库茨克州伊尔库茨克区所属的一个市镇。其下辖有6个居民点，行政中心为戈罗霍沃。据2016年统计，该市镇的人口为1596人。